# 水口寺街道
水口寺街道是中华人民共和国贵州省貴陽市南明区下辖的一个街道办事处。

## 行政区划
水口寺街道下辖以下村级行政区划单位：
宝山南路社区、观水路社区、水口寺社区、蟠桃宫社区、红岩路社区、月亮岩社区、松竹苑社区、世纪新城社区、红岩东郡社区。